# Bonn International
Die Bonn International sind im Badminton offene internationale Meisterschaften von Deutschland. Sie wurden erstmals 2019 ausgetragen. Vor der coronabedingten Pause war das Turnier unter dem Namen German International gestartet.

## Turniergewinner
| Saison    | Herreneinzel  | Dameneinzel        | Herrendoppel                       | Damendoppel                          | Mixed                                 |
| --------- | ------------- | ------------------ | ---------------------------------- | ------------------------------------ | ------------------------------------- |
| 2019      | Arnaud Merklé | Thuc Phuong Nguyen | Philip Illum Klindt Mads Thøgersen | Lise Jaques Flore Vandenhoucke       | Peter Lang Hannah Pohl                |
| 2020 2021 | abgesagt      | abgesagt           | abgesagt                           | abgesagt                             | abgesagt                              |
| 2022      | Justin Hoh    | Stephanie Widjaja  | Chiu Hsiang-chieh Yang Ming-tse    | Hsu Ya-ching Lin Wan-ching           | Amri Syahnawi Winny Oktavina Kandow   |
| 2023      | Wang Po-wei   | Hung Yi-ting       | Chen Bo-yuan Lin Shang-kai         | Bengisu Erçetin Nazlıcan İnci        | Malik Bourakkadi Leona Michalski      |
| 2024      | Cheng Kai     | Tanvi Sharma       | Cheng Kai Su Wei-Cheng             | Yasemen Bektaş Zehra Erdem           | Alden Lefilson Putra Mainaky Fitriani |
| 2025      | Joshua Nguyen | Miranda Wilson     | Jonathan Dresp Simon Krax          | Agathe Cuevas Kathell Desmots-Chacun | Jan Colin Völker Stine Küspert        |